# 罗索利纳
罗索利纳是意大利威尼托大区罗维戈省的一个镇，面积73.1平方公里，人口6,303人（2004年）。